# Dianne Pilkington
Dianne Pilkington (* 7. června 1975) je anglická herečka. Studovala na škole Guildford School of Acting v Anglii a hrála důležité role jak na turné, tak na londýnském West Endu.

## Biografie
Dianne Pilkington se narodila ve Wiganu jako Dianne Lesley Pilkington.

### Divadelní kariéra
- Grizabella v Kočkách (národní turné)
- Belinda v The Far Pavilions (divadlo Shaftesbury)
- Mary v Tonights the Night (Victoria Palace)
- Belle v Kráska a zvíře (národní turné)
- Titulní role v Sněhurka a sedm trpaslíků v divadle Victoria Palace Theatre s Lily Savage
- Protestant Girl v The Beautiful Game (divadlo Cambridge)
- Marion v Tess (divadlo Savoy)

Hrála roli Glindy v muzikálu Čarodějka na londýnském West Endu v divadle Apollo Victoria. Zpočátku po boku Kerry Ellis v roli Elphaby, která byla nedávno na šest měsíců nahrazena Alexii Khadime, zatímco Ellis hraje tuto roli na Broadwayi. V roli Galindy začala 16. července 2007 náhradou za Helen Dallimore.

### Workshopy a koncerty
Hope v londýnském workshopu hry Urinetown, režírovaném Johnem Randem; Tonya ve workshopu Doktor Živago režírovaném Des McAnuffem; titulní role v Heleně Trojské – muzikálu režírovaném Garym Griffinem; Charlotte v Charlotte – Life or Theatre? A objevila se po boku Boy George v Albert Hall.

## Ocenění
Dianne Pilkington byla nominovaná Theatregoer's Choice Awards na "Nejlepší převzetí role" v roce 2008.

### Film a televize
Dianne Pilkington dokončila dne 23. června 2008 natáčení filmu Vlkodlak s Benicio del Toro, pro Universal Pictures, který měl ve Spojených státech premiéru 12. února 2010. Její role operní pěvkyně však nebyla připsána.
O dva roky později se objevila také v britském filmu Bídníci, který režíroval Tom Hooper a měl premiéru 5. prosince 2012. Zde ztvárnila roli hospodské prostitutky, která taktéž nebyla připsána.
Kromě dvou filmů se k červenci 2023 také objevila ve dvou seriálech; Nevinný a Holby City. V obou po jedné epizodě.

### Diskografie
| Rok  | Písně                                                         | Album               |
| ---- | ------------------------------------------------------------- | ------------------- |
| 2002 | "Love Is A Question Mark", "Pretty Lies", "Independent Woman" | Boy George's Taboo  |
| 2003 | "Reason To Believe"                                           | Tonight’s The Night |
| 2007 | "God's Own Country"                                           | The Beautiful Game  |